# Норенков Денис Олегович
Денис Олегович Норенков (нар. 25 липня 1996, Одеса) — український футболіст, півзахисник ЛНЗ .

## Біографія
Футбольну кар'єру починав в Одесі, виступав в ДЮФЛ за місцевий «Чорноморець». В другій половині сезону 2010/11 перебрався в «Динамо» (Київ). Вихованець академії «Динамо».
Дебютував за клуб 31 липня 2013 року в юнацькій першості в матчі проти київського «Арсеналу» (1:2). Так і не пробившись до першої команди «біло-синіх», влітку 2015 року Денис повернувся в «Чорноморець», де також наступні півтора сезони виступав виключно в молодіжному чемпіонаті (33 матчі, 5 голів). В березні 2017 року був відданий в оренду в клуб Першої ліги «Геліос», у складі якого і дебютував на професійному рівні, зігравши у 7 матчах.
Влітку 2017 року повернувся до одеського «Чорноморця». 22 липня 2017 року дебютував у Прем'єр-лізі в матчі проти кам'янської «Сталі» (0:1). Всього у липні-серпні Норенков зіграв два матчі у Прем'єр-Лізі України, але через звільнення головного тренера клубу Олександра Бабича покинув клуб і незабаром повернувся до першої ліги, ставши гравцем іншої одеської команди «Жемчужина». 6 липня 2018 року стало відомо, що одеський «Чорноморець» підписав Дениса Норенкова. 23 травня 2020 року стало відомо що півзахисник більше не буде виступати в складі «Чорноморця». 22 червня стало відомо, що Денис Норенков підписав контракт з іншою першоліговою командою «Волинь». Дебютував у новій команді футболіст у грі зі своїм колишнім клубом «Чорноморець», вийшовши на заміну замість Ростислава Волошиновича.

### Збірна
У 2012 році провів 3 матчі в юнацькій збірній України (U-16).